# Lissonotus ephippiatus
Lissonotus ephippiatus es una especie de escarabajo longicornio del género Lissonotus, superfamilia Chrysomeloidea. Fue descrita científicamente por Bates en 1870.
Se distribuye por Brasil y Perú. Mide 13,78-14,84 milímetros de longitud.